# Pizza capricciosa
Pour les articles homonymes, voir Pizza (homonymie) et Capricieux.
La pizza capricciosa (prononcé : [ˈpittsa kapritˈtʃoːza], capricieuse, en italien) est une recette de pizza traditionnelle de la cuisine italienne, « classique » des menus des pizzerias, à base de sauce tomate, mozzarella, jambon, artichaut, champignon, et olives noires. 

## Description

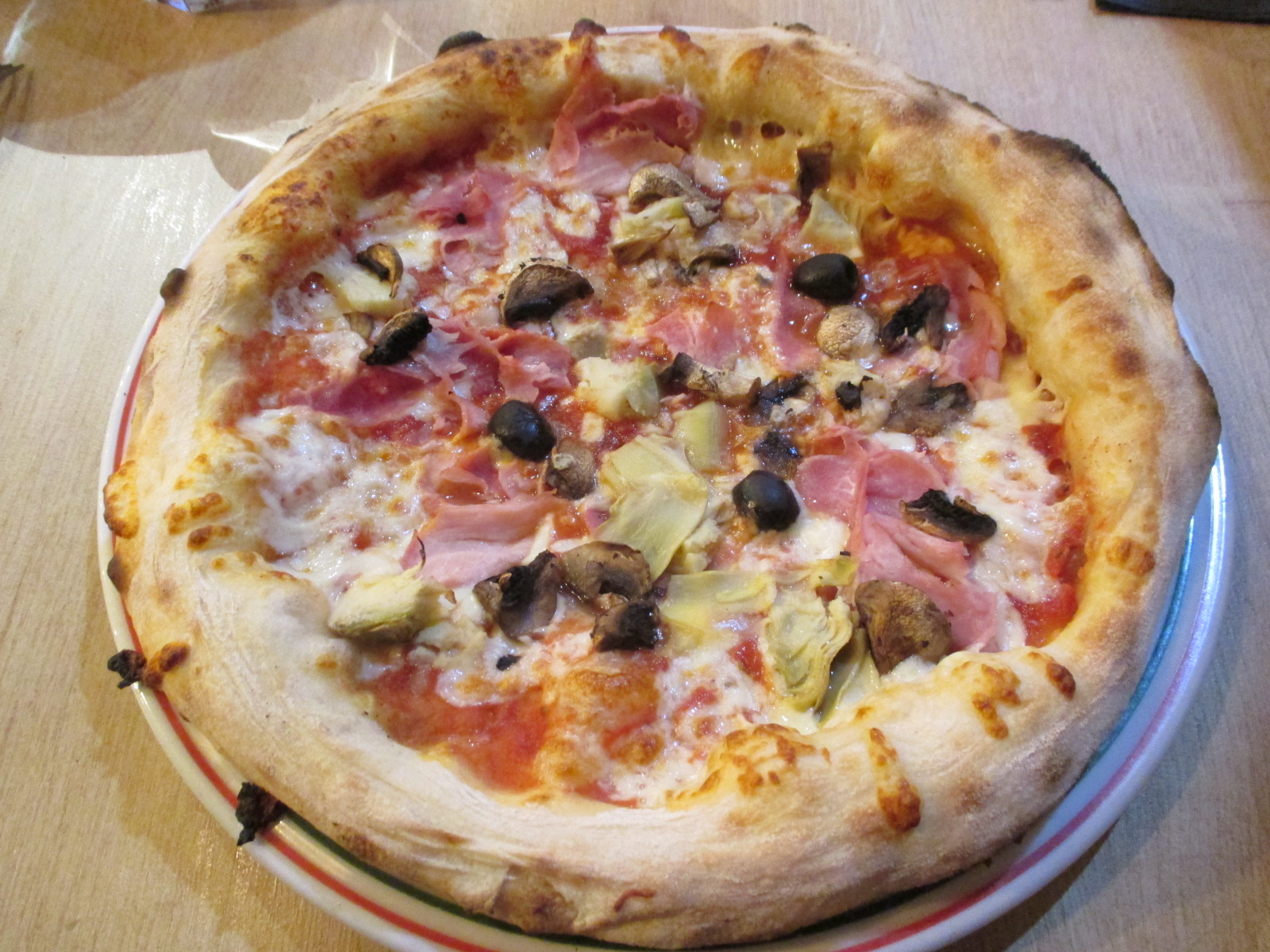

Variante améliorée de la pizza reine, la pizza capricciosa est traditionnellement préparée sur une base de pizza Margherita (pizza napolitaine) à base de sauce tomate et mozzarella, garnie de jambon (ou jambon sec prosciutto), artichaut (mariné à l'huile d'olive), champignon, olives noires, avec parfois des œufs durs et basilic,,. 
Elle est une variante de la pizza quatre saisons, dont elle reprend les mêmes ingrédients mélangés.